# Набережная Адмирала Лазарева
Набережная Адмирала Ла́зарева — набережная Малой Невки в Санкт-Петербурге. Расположена на Петроградском острове. Является продолжением Песочной набережной. Проходит от пересечения  Большого Крестовского моста, Большой Зеленина улицей, Левашовского проспекта и Песочной набережной до Пионерской улицы и Лазаревского моста

## История
В 1720-е годы возле этой набережной находилась слобода Невского гарнизонного полка. Полк этот именовался Колтовским — по фамилии его командира полковника Петра Колтовского. Казармы слободы Колтовского полка положили начало параллельно расположенным восьми Колтовским улицам, выходящим к Малой Невке. Постепенно участок бывшей слободы перестраивался. В настоящее время осталась одна улица, сохранившая название Средняя Колтовская.
Первоначально набережная именовалась просто набережной Малой Невки, а с 1887 по 1952 год — Колтовской. Так же был назван и трамвайный мост через Малую Невку после его постройки.
С 15 декабря 1952 года набережная носит имя Адмирала Лазарева в честь М. П. Лазарева.
В 1979 году при капитальном ремонте Большого Крестовского моста с низовой стороны моста была построена деревянная свайная стенка длиной 15 м, чтобы удерживать откос и тротуар на подходе к мосту. В 1998 году эта стенка на протяжении 12 метров была капитально отремонтирована: со стороны реки были уложены железобетонные сваи и устроен железобетонный кордон. В продолжении этой стенки, ниже по течению, в 1980 году подошва грунтового откоса была укреплена пакетом из четырёх железобетонных свай. Сваи лежат горизонтально вдоль уреза воды, соединённые между собой по длине монолитными узлами. В сваи упираются железобетонные плиты укрепления откоса набережной.
В 2008—2009 годах вместо деревянного трамвайного был построен железобетонный вантовый автомобильно-пешеходный Лазаревский мост.

### Перспективы
Существует проект реконструкции Песочной набережной и продления набережной Адмирала Лазарева с выходом на Леонтьевский мыс и Васильевский остров. Через Малую Неву будет перекинут мост в районе острова Серный. Этот проект планировалось осуществить до 2011 года.
По состоянию на май 2008 года проект проходил государственную экспертизу, которая должна была завершиться к концу мая.
По состоянию на конец 2013 года строительство моста отложено, начала строительных работ не последовало.

### Список достопримечательностей
| Номер дома                                  | Описание | Архитектор      | Постройка | Иллюстрация                    | Координаты |
| ------------------------------------------- | --- | --------------- | --------- | ------------------------------ | ---------- |
| В начале набережной                         | Большой Крестовский мост |                 | 1975—1976 | Большой Крестовский мост       |            |
| Дом 6—8 / Большая Зеленина улица, дом 42—44 | Доходный дом | П. М. Мульханов | 1900      | Б. Зеленина, 42—44             |            |
| Дом 10 / Резная улица, дом 18               | Особняк А. И. Глуховского (Зиновьева) Объект культурного наследия народов РФ федерального значения. Рег. № 781710971470006 (ЕГРОКН). Объект № 7810351000 (БД Викигида) |                 | 1910      | Особняк Глуховского            |            |
| Дом 16                                      | Доходный дом (дворовый корпус) | И. П. Макаров   | 1902—1903 |                                |            |
| В конце набережной                          | Лазаревский мост |                 | 1947—1949 | Лазаревский мост, вид с берега |            |

## Примыкает или пересекает
- Песочная набережная
- Левашовский проспект
- Большая Зеленина улица
- Резная улица
- Малая Зеленина улица
- Пионерская улица